# NGC 4094
NGC 4094 је спирална галаксија у сазвежђу Гавран која се налази на NGC листи објеката дубоког неба.
Деклинација објекта је - 14° 31' 34" а ректасцензија 12h 5m 53,9s. Привидна величина (магнитуда) објекта NGC 4094 износи 12,0 а фотографска магнитуда 12,7. Налази се на удаљености од 19,940 милиона парсека од Сунца. NGC 4094 је још познат и под ознакама MCG -2-31-16, UGCA 269, IRAS 12033-1414, PGC 38346.